# Rudolf Matta
Rudolf Matta (* 20. července 1968, Prešov) je bývalý slovenský fotbalista, obránce.

## Fotbalová kariéra
Hrál zaTatran Prešov, AC Sparta Praha, FK Dukla Praha, DAC Dunajská Streda a ve Finsku za Kuopion PS. Se Spartou získal dvakrát mistrovský titul. V Lize mistrů nastoupil v 8 utkáních a v Poháru vítězů pohárů ve 4 utkáních.
S Tatranem Prešov se stal v sezoně 1985/86 dorosteneckým mistrem Československa.